# Loureira
Loureira é uma povoação portuguesa sede da Freguesia de Loureira do Município de Vila Verde, freguesia com 1,87 km² de área e 1104 habitantes (censo de 2021), tendo, por isso, uma densidade populacional de 590,4 hab./km².

## Demografia
A população registada nos censos foi:
| Distribuição da População por Grupos Etários | Distribuição da População por Grupos Etários | Distribuição da População por Grupos Etários | Distribuição da População por Grupos Etários | Distribuição da População por Grupos Etários |
| -------------------------------------------- | -------------------------------------------- | -------------------------------------------- | -------------------------------------------- | -------------------------------------------- |
| Ano                                          | 0-14 Anos                                    | 15-24 Anos                                   | 25-64 Anos                                   | > 65 Anos                                    |
| 2001                                         | 201                                          | 181                                          | 529                                          | 102                                          |
| 2011                                         | 200                                          | 138                                          | 627                                          | 187                                          |
| 2021                                         | 153                                          | 130                                          | 588                                          | 233                                          |

## História
Loureira pertenceu ao extinto concelho de Vila Chã, posteriormente designado Vila Chã e Larim. Em 24 de outubro de 1855, este concelho foi extinto e Loureira passou para o concelho (atual município) de Vila Verde.

## Toponímia
A sua evolução toponímica é deveras curiosa, tendo o nome desta aldeia sofrido várias transformações, de tal modo que por volta do século XIV Loureira e Vila Verde tinham a mesma designação: Villa Viridi.
Santa Eolalia de Lalin é o primeiro topónimo documentado, com referência ao ano de 960. Desde então, a freguesia chamou-se Lalini (1053), Sancta Eolalia de Lalim (1145), Lalim (1220), Sancta Ovaie de Villa Verde (1258), Vila Viridi (1320) e S. Ovaia de Vila Verde (1528).
Alguns investigadores defendem que o actual nome de Loureira surge apenas a partir de 1528. 
Certo é que Eulália e Olaia são a mesma e única figura religiosa e, por isso, tanto aparece um como outro nome associado àquela santa virgem e mártir.

## Património
- Igreja de Santa Eulália (Igreja Paroquial)

## Pontos de interesse
- Zona de Lazer da Ponte Nova (praia fluvial)
- Praia Fluvial do Vau

## Lugares
Além da sede, a Freguesia de Loureira engloba os seguintes lugares:
- Aldeia
- Bacelo
- Campos
- Covelo
- Cruzeiro
- Esparide
- Lampada
- Lampadela
- Paço
- Vau
- Venda

## Festividades
- Santa Eulália é a santa padroeira da Loureira, sendo uma das maiores festividades desta freguesia em sua honra.
- Arraial do Emigrante

## Associações
Nesta freguesia há alguns grupos sociais tais como catequese e o Agrupamento de Escuteiros 1058 da Loureira